# 黄楊鈿甜イヤリング騒動
黄楊鈿甜イヤリング騒動（こうようでんてんイヤリングそうどう）は、中国の元子役女優である黄楊鈿甜（こう・ようでんてん）が2025年の成人礼の記念写真で高級ジュエリー「GRAFF（英語版）」イヤリング（約4000万円相当とされる）を着用したことが注目を集めた事件。父・楊偉が四川省の元公務員であることから、イヤリングの出処や家庭の収入との不釣り合いが指摘され、2013年雅安大地震の義援金使途不明問題との関連も取り沙汰された。楊は「イヤリングは偽物」とする声明を発表したが、信憑性には疑問が残る。

## 経緯
2025年5月11日、黄楊鈿甜は成人礼の祝賀写真を自身の小紅書アカウントに投稿した。写真にはGRAFF製の祖母緑イヤリングや豪華な衣装が写っていた。間もなくして、ネット上でこのイヤリングが約230万元相当と報じられ、彼女の高額消費に対する反響が拡大した 。多くのユーザーが「17歳の若年女優にしてはあまりに高額」「家族の収入から不自然ではないか」と疑問視した。その翌日（5月12～13日頃）には、黄楊鈿甜自身が「イヤリングは母親のもの」と投稿していたと伝えられ、さらに反響を呼んだ。続いて5月14日、ネットユーザーが「父親の楊偉氏は雅安市の公務員だった」という情報を投稿し、騒動は「親による責任問題」へと発展した。
5月15日、中国中央テレビ（CCTV）などの報道によれば、雅安市政府関係者が取材に応じ、楊偉は2015年から2017年まで雅安市投資促進局（投促局）などに勤務し、その後2017年に辞職して民間企業に移ったことを認めた 。当局は「現在は公共機関とは無関係」と説明したが、疑念は収まらなかった。5月16日、楊偉は自身のSNSで声明文を発表し、「娘が着用したイヤリングは正規品ではなく（贋物で）価格も嘘だ」「自身は公務員在籍中に違法行為をしていない」「ネットで言われる地震救援金の横領疑惑は事実無根」などと述べ、釈明を行った 。同日、所属事務所の嘉行传媒も声明を出し、「黄楊鈿甜と両親は合理的な監督を受け入れる意向」とした。SNS上では、投稿された写真がその後まもなく削除されたとの報告もあった。これらの発表後もネット上の追及は続き、ユーザーが公安や工商情報を用いて調査を進めた。過去の公務員在職中に楊が担当していた「雅安地震復興事業」の入札情報や、楊名義の企業登録データなどが次々に見つかり、論議がさらに拡大した。
5月22日、雅安市当局は合同ワーキンググループによる調査結果を公式に発表した 。それによれば、楊偉は在職中に災害復興事業の入札・資金管理には関わっておらず、善意の寄付金にも手をつけていないとされた。一方で、楊は在職中に無許可で企業経営に関わり、また当時すでに違法二人目出産をしていた事実を隠していたとして、監察当局が立件調査中であると報告した。

## 関係者
- 黄楊鈿甜：2007年生まれの中国内地女優。子役出身で、2017年の時代劇『プリンセス・エージェント』（原題『楚乔伝』）で主人公の幼少期を演じて注目され、正式にデビューした。その後も人気ドラマで少女時代役を務めるなど活躍している。父親は元公務員とされ、所属事務所は嘉行传媒。
- 楊偉（よう・い）：黄楊鈿甜の父。かつて雅安市城管行政執法支隊（市容管理部門）や雅安市投資促進局に勤務し、2017年に辞職している。その後は深圳を拠点に企業経営に携わり、複数の会社設立に関与したとされる。公式には現在は政府とは無関係とされるが、調査報道では在職中から企業経営を行っていた疑いが指摘されており、現在は監督当局の調査対象となっている[7][6]。
- 司玲霞（し・れいか）：楊偉の妻（黄楊鈿甜の母）。2017年以降に深圳で商業会社（尚品商業有限公司）を設立・経営しているとされる。家族の企業活動に関与している可能性が指摘されている[8]。
- 黄燕（こう・えん）：楊偉の母（黄楊鈿甜の祖母）。2009年以降、雅安市でバスルーム用品販売会社や壁紙販売会社を経営していたとされる。2017年には深圳の映画製作会社の株主にも名を連ねたと報じられ、家族経営に影響力を持つ人物とみなされている[9]。

## 世論の反応
雅安市の震災復興に絡む義援金の使途について、被災地住民からは長年にわたり不満の声が上がっていた。ネット上では「被災者には数食分のインスタント麺と水しか届かなかった」といった投稿や、「被災者一時金5000元は高級イヤリングよりもはるかに少額だ」というコメントが相次ぎ、寄付金の不透明さへの批判が噴出した。これに呼応して、義援金の支出内訳を公開せよとの声が多数挙がった。
またSNS上では当該写真以外にも家族の豊かな生活を示すとされる写真や動画が拡散した。たとえば黄が高級品を身に着けている写真や、家族が高級住宅の前で撮った画像などが話題となり、「この富はどこから来たのか」といった疑問が飛び交った。有識者の記事や動画では、震災復興期に一家が経営する建材・衛生設備関連会社が急成長していた点などが分析され、世間の関心をさらに高めた。
メディア報道の焦点は当初は芸能面が中心だったが、5月17日以降は公務当局の調査状況や証言に移った。中央テレビや地方紙は一連の経過を連日詳報し、ネット掲示板や海外メディアも本件を大きく取り上げた。報道各社は「疑惑に十分な説明はなく、世論の疑念は収まっていない」と批判的な姿勢を示している。
楊偉は5月16日、自身の見解をSNSで公開し次のように主張した。第1に、娘が着用したイヤリングは「正規品ではなく偽物であり、報じられた価格は事実と異なる」と述べた。第2に、公務員在職中に違法行為は一切なく、「ネット上の寄付金横領疑惑は根拠のないデマ」であると否定した。また、娘への過度な中傷には懸念を示し、今後は調査に協力する意向を表明した。
しかし声明後、SNSユーザーやメディアは楊の弁明に矛盾があると指摘した。2013年の雅安震災復興入札の資料に楊の名前が記載されていたことや、在職中に深圳で複数の会社を設立していた事実が報じられ、楊の説明と食い違っていた。楊は「同姓同名の別人だ」と説明したが、後の報道では電話番号や登録情報が一致することが判明し、別人説には疑問が広がった。
これらを受け、楊の釈明は不十分との見方が強まった。「なぜ一家にこれほどの財産が集中するのか」という疑問が依然焦点であり、調査の透明性や監督体制の在り方がいっそう問われる状況となっている。